# Liste der Monuments historiques in Épagne
Die Liste der Monuments historiques in Épagne führt die Monuments historiques in der französischen Gemeinde Épagne auf.

## Liste der Objekte
| Bezeichnung                                             | Beschreibung                                                                           | Standort                        | Kennzeichnung | Schutzstatus | Datum | Bild |
| ------------------------------------------------------- | -------------------------------------------------------------------------------------- | ------------------------------- | ------------- | ------------ | ----- | ---- |
| Skulptur Madonna mit Kind                               | Kalkstein, farbig gefasst, vor 1510; im Musée Napoléon in Brienne-le-Château deponiert | in der Kirche St-Georges (Lage) | PM10000742    | Classé       | 1961  |      |
| Reiterskulptur Der heilige Georg unterwirft den Drachen | Kalkstein, farbig gefasst, 16. Jahrhundert                                             | in der Kirche St-Georges (Lage) | PM10000743    | Classé       | 1961  |      |